# Espinheiro (Recife)
Espinheiro é um bairro nobre no Recife, pertencente à terceira Região Político-administrativa da cidade.
É um bairro predominantemente residencial, bastante arborizado, apresentando uma crescente verticalização com a construção intensa de edifícios de apartamentos.
Uma das tradicionais árvores, a gameleira, tombada em 1989 e replantada, é uma das árvores recifenses tombadas pela Prefeitura e, para muitos, um ponto de encontro.
Tem como vizinhança os bairros da  Boa Vista , Encruzilhada, Aflitos, Santo Amaro e Graças.

## História
O local foi inicialmente denominado Matinha. Cresceu ao redor do beco do Espinheiro (hoje Rua do Espinheiro), que depois deu o nome ao bairro.
Uma das principais e tradicionais edificações do bairro é a Matriz do Espinheiro

## Demografia
Em uma área de 72 hectares, tem, segundo o censo de 2010, uma população estimada de 10438 habitantes, com uma densidade demográfica de 142,56 hab./ha. Naquele ano seu IDH se situou em 0,970, sendo um dos mais altos da Capital Pernambucana.

## Principais logradouros
- Rua da Hora [nota 1]
- Rua Quarenta e Oito [nota 2]
- Avenida João de Barros[nota 3]
- Rua do Espinheiro